# مقو
المَقَو أو ببغاء أمريكي اسم يطلق على مجموعة من ببغاوات الإقليم المداري الملونة، تحظى بشعبية لتربيتها طيورًا في الأقفاص أو ببغاوات رفيقة، مع وجود مخاوف تتعلق بالحفاظ على العديد من الأنواع في البرية.

## علم الاحياء
منها ما هو كبير الحجم ومنها ما هو صغير، وهي تتبع فصيلة الببغاوات الحقيقية، التي تضم العديد من الأجناس، ستة أجناس منها تسمى المقو. يعود أصل المقو إلى المكسيك وأمريكا الوسطى وأمريكا الجنوبية وسابقا البحر الكاريبي، و تفضل معظم أنواع المقو الغابات، لا سيّما الغابات المطيرة، وبعضها يفضل الأحراش والمناطق الشبيهة بالسافانا.
ما يميز المقو هو المناقير الكبيرة الغامقة (سوداء اللون غالبا)، إضافة إلى وجود أجزاء فاتحة اللون على وجهها لا يوجد عليها ريش أو يوجد بكثافة قليلة، وهذه الأجزاء مميزة جدا لدرجة أنها تعتبر بمثابة بصمات الأصابع عند المقو.
بعض أنواع المقو تتميز بأحجامها المذهلة، فأكبر ببغاء من حيث الطول والمسافة بين الجناحين هو المقو البنفسجي، أما أصغر أنواع المقو فهو المقو أحمر الكتفين. والمقو كغيره من الببغاوات والطوقان ونقار الخشب له أقدام مميزة، يكون فيها الإصبعان الخارجيان لجهة الخلف، والإصبعان الداخليان لجهة الأمام.

## التصنيف
في السابق ، تم وضع جنس Primolius مع جنس Propyrrhura ، لكن الأول صحيح وفقًا لقواعد ICZN. [2] بالإضافة إلى ذلك ، يُشار أحيانًا إلى الببغاء ذي المنقار السميك الذي يشبه الببغاء على أنه "مقو" ، على الرغم من أنه لا يعتبر من الناحية التطورية من أنواع الببغاء. يعود موطن الببغاوات إلى أمريكا الوسطى وأمريكا الشمالية (المكسيك فقط) وأمريكا الجنوبية ومنطقة البحر الكاريبي سابقًا. ترتبط معظم الأنواع بالغابات ، لكن البعض الآخر يفضل الغابات أو الموائل الشبيهة بالسافانا. [3]

## الأنواع في الترتيب التصنيفي
هناك 19 نوعًا من الببغاوات، تتوزع على ستة أجناس بما في ذلك الأنواع المنقرضة والمعرضة لخطر الانقراض. بالإضافة إلى ذلك هناك العديد من الأنواع الافتراضية المنقرضة التي تم اقتراحها بناءً على أدلة قليلة جدًا.
من بين العديد من أجناس الببغاوات الحقيقية (Psittacidae)، صنفت ستة أجناس منها على أنها ببغاوات وهي: جنس الآرا (Ara)، جنس المقو الأزرق (Anodorhynchus)، جنس مقو سبيكس (Spix's macaw)، جنس (Primolius)، جنس المقو أحمر البطن (Orthopsittaca)، جنس المقو أحمر الكتفين (Diopsittaca)

### جنس الآرا(Ara)
- مكاو أزرق أصفر (Ara ararauna).
- مكاو أزرق الحنجرة (Ara glaucogularis).
- مكاو عسكري (Ara militaris).
- مكاو أخضر كبير (Ara ambiguus).
- مكاو قرمزي (Ara macao).
- مكاو أحمر أخضر (Ara chloroptera).
- مكاو أحمر الجبهة (Ara rubrogenys).
- مكاو كستنائي الجبهة (Ara severa).
- مكاو كوبي أحمر (Ara tricolor).
- المكاو البورتوريكي [الإنجليزية] (Ara autochthones) - منقرض.

### جنس المكاو الأزرق
- مكاو أزرق المخضرّ (Anodorhynchus glaucus).
- مكاو ياقوتي (Anodorhynchus hyacinthinus).
- مكاو نيلي (Anodorhynchus leari).

- Cyanopsitta

1. مكاو أزرق صغير (Cyanopsitta spixii).

- Orthopsittaca

1. مكاو أحمر البطن (Orthopsittaca manilata).

- Primolius

1. مكاو أزرق الرأس (Primolius couloni).
2. مكاو أزرق الجناح (Primolius maracana).
3. مكاو ذهبي الياقة (Primolius auricollis).

- Diopsittaca

1. مكاو أحمر الكتفين (Diopsittaca nobilis).

## الغذاء وظاهرة أكل الطين
يتناول المقو أغذية متنوعة تشمل الفاكهة والبندق والحبوب وأوراق الشجر والأزهار والسيقان، وقد يطير المقو مسافات طويلة بحثا عن الغذاء، قد تزيد عن 100 كيلومتر عند بعض الأنواع الكبيرة، مثل المقو الأزرق والأصفر والمقو الأخضر الكبير. بعض الأغذية التي يتناولها المقو في البرية تحتوي على مواد سامة، إلا أن المقو قد رُزق القدرة على هضمها، وقد افترض أن المقو وببغاوات أخرى في حوض الأمازون تأكل الطين الذي على ضفاف الأنهار لتعادل سمّيّة هذه المواد.